# Eyzin-Pinet
Eyzin-Pinet és un municipi francès situat al departament de la Isèra i a la regió d'Alvèrnia-Roine-Alps. L'any 2007 tenia 2.097 habitants.

## Demografia

### Població
El 2007 la població de fet d'Eyzin-Pinet era de 2.097 persones. Hi havia 757 famílies de les quals 148 eren unipersonals (80 homes vivint sols i 68 dones vivint soles), 252 parelles sense fills, 317 parelles amb fills i 40 famílies monoparentals amb fills.
La població ha evolucionat segons el següent gràfic:
Habitants censats

### Habitatges
El 2007 hi havia 816 habitatges, 770 eren l'habitatge principal de la família, 28 eren segones residències i 18 estaven desocupats. 751 eren cases i 62 eren apartaments. Dels 770 habitatges principals, 634 estaven ocupats pels seus propietaris, 118 estaven llogats i ocupats pels llogaters i 18 estaven cedits a títol gratuït; 3 tenien una cambra, 23 en tenien dues, 82 en tenien tres, 227 en tenien quatre i 435 en tenien cinc o més. 658 habitatges disposaven pel capbaix d'una plaça de pàrquing. A 286 habitatges hi havia un automòbil i a 440 n'hi havia dos o més.

### Piràmide de població
La piràmide de població per edats i sexe el 2009 era:
| Homes | Edats   | Dones |
| ----- | ------- | ----- |
| 0     | 95 o +  | 4     |
| 0     | 90 a 94 | 0     |
| 8     | 85 a 89 | 8     |
| 4     | 80 a 84 | 4     |
| 44    | 75 a 79 | 44    |
| 40    | 70 a 74 | 32    |
| 36    | 65 a 69 | 24    |
| 28    | 60 a 64 | 40    |
| 40    | 55 a 59 | 44    |
| 72    | 50 a 54 | 56    |
| 68    | 45 a 49 | 60    |
| 100   | 40 a 44 | 100   |
| 72    | 35 a 39 | 72    |
| 76    | 30 a 34 | 68    |
| 32    | 25 a 29 | 44    |
| 48    | 20 a 24 | 32    |
| 56    | 15 a 19 | 72    |
| 72    | 10 a 14 | 64    |
| 76    | 5 a 9   | 52    |
| 72    | 0 a 4   | 36    |

## Economia
El 2007 la població en edat de treballar era de 1.423 persones, 1.075 eren actives i 348 eren inactives. De les 1.075 persones actives 1.021 estaven ocupades (547 homes i 474 dones) i 54 estaven aturades (23 homes i 31 dones). De les 348 persones inactives 128 estaven jubilades, 137 estaven estudiant i 83 estaven classificades com a «altres inactius».

### Ingressos
El 2009 a Eyzin-Pinet hi havia 774 unitats fiscals que integraven 2.107 persones, la mediana anual d'ingressos fiscals per persona era de 20.547 €.

### Activitats econòmiques
Dels 86 establiments que hi havia el 2007, 2 eren d'empreses extractives, 1 d'una empresa alimentària, 1 d'una empresa de fabricació d'elements pel transport, 7 d'empreses de fabricació d'altres productes industrials, 26 d'empreses de construcció, 12 d'empreses de comerç i reparació d'automòbils, 2 d'empreses de transport, 2 d'empreses d'hostatgeria i restauració, 1 d'una empresa d'informació i comunicació, 3 d'empreses financeres, 5 d'empreses immobiliàries, 8 d'empreses de serveis, 9 d'entitats de l'administració pública i 7 d'empreses classificades com a «altres activitats de serveis».
Dels 29 establiments de servei als particulars que hi havia el 2009, 1 era una oficina de correu, 2 tallers de reparació d'automòbils i de material agrícola, 2 paletes, 8 guixaires pintors, 4 fusteries, 2 lampisteries, 5 electricistes, 1 empresa de construcció, 2 perruqueries, 1 restaurant i 1 saló de bellesa.
Dels 3 establiments comercials que hi havia el 2009, 1 era una fleca, 1 una carnisseria i 1 una floristeria.
L'any 2000 a Eyzin-Pinet hi havia 43 explotacions agrícoles que ocupaven un total de 1.357 hectàrees.

## Equipaments sanitaris i escolars
L'únic equipament sanitari que hi havia el 2009 era una farmàcia.
El 2009 hi havia 1 escola maternal i 1 escola elemental.

## Poblacions més properes
El següent diagrama mostra les poblacions més properes.